# Jean Hérold-Paquis

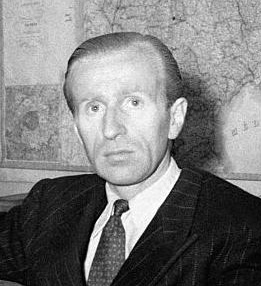
Jean Hérold-Paquis in 1945

Jean Auguste Hérold, beter bekend als Jean Hérold-Paquis (Arches, Vosges, 4 februari 1912 – fort van Châtillon, 11 oktober 1945), was een Franse journalist die bekend werd wegens zijn toespraken op Radio Paris tijdens de Tweede Wereldoorlog.
Hérold vocht tijdens de Spaanse Burgeroorlog aan de zijde van Franco. Hij verzorgde onder andere de Franstalige uitzendingen van Radio Zaragoza die gericht waren tegen de Spaanse Republikeinen. Hij was een van de oprichters van de l'Association des amis de Radio-Saragosse die 18.000 leden zal tellen.   
Hij beweerde dat hij met de bezetters ging samenwerken na de Britse aanval op de Franse vloot in Mers-el-Kébir. In 1940 werd hij door de Vichy-autoriteiten benoemd als Gemachtigde voor Propaganda in het departement Hautes-Alpes. Vanaf 1942 zond hij dagelijks nieuwsberichten uit op Radio Paris waar hij herhaaldelijk opriep op de “vernietiging” van Groot-Brittannië. Zijn motto was: “Engeland, moet net als Carthago worden vernietigd!” Hij was lid van de Parti Populaire Français en het Comité van Eer van de Franse Waffen-SS. 
In 1944 vluchtte hij naar Duitsland en vervolgde daar zijn nieuwsuitzendingen, maar kwam volgens Louis-Ferdinand Céline nooit in Sigmaringen waar de Vichy regering in ballingschap zetelde. Na de nederlaag van Duitsland in 1945 probeerde Hérold naar Zwitserland te vluchten maar werd op 8 juli 1945 gearresteerd. Hij werd opgesloten in de gevangenis van Fresnes. Hij werd op 17 september 1945 berecht en ter dood veroordeeld.  Hij verklaarde dat hij gelukkig was met de geallieerde overwinning en dat hij zich had vergist in zijn samenwerking met de Duitsers. Hij werd geëxecuteerd op 11 oktober 1945 in het fort van Châtillon.  Hij schreef in de gevangenis zijn memoires, die gepubliceerd werden onder de naam Des Illusions... Désillusions !.